# Nemzetközi Textiltriennálé
Az európai Nemzetközi Textiltriennálét a lengyelországi Łódź városában rendezik meg háromévente. Iparművészek rendszeresen küldenek ki Lengyelországba textíliákat kiállításra. Az elmúlt években 1995-ben, 1998-ban, 2001-ben, 2004-ben, 2007-ben, 2010-ben rendezték illetve rendezik meg a Nemzetközi Textiltriennálét.
Magyarországon hasonló néven Szombathelyen rendeznek nagyszabású textilkiállítást kétévente. Szombathely neve 30 éve összefonódott a textilkészítéssel.
A második szombathelyi Textiltriennálén 20 ország alkotói mutatták meg a nagyközönségnek munkáikat, címe a Kontaktus nevet kapta. A III. Textiltriennálé a "Jelen-lét" címet viseli.

## Külső hivatkozások
- Magyar Iparművészet